# Burning Hearts
Burning Hearts è un singolo della band canadese Silverstein, pubblicato il 10 giugno 2011 come terzo singolo dall'album Rescue e presente sulla compilation Another Hopeless Summer 2011. Nella scrittura di questa canzone, Told e Boshart hanno affermato di essersi ispirati allo skate punk. Una versione acustica della canzone è presente nel CD come bonus track. 89X Radio ha trasmesso in anteprima la canzone per alcuni giorni a partire dal 19 febbraio 2011.
I fan del gruppo hanno quasi unanimemente considerato questa come una delle migliori canzoni dell'album.

## Video
Il video è presentato in anteprima su AOL Music il 10 giugno 2011 ed è diretto da Colin Minihan. Presenta chiari riferimenti politici, in particolare sul tema della sicurezza e delle forze dell'ordine, e sulla violenza cui spesso queste fanno ricorso, come risulta evidente già dalla citazione di John F. Kennedy con cui si apre il video prima dell'inizio della musica: "Those who make peaceful revolution impossible will make violent revolution inevitable" ("Quelli che rendono impossibile una rivoluzione pacifica renderanno inevitabile una rivoluzione violenta"). La vicenda narrata nel video presenta numerose analogie con gli avvenimenti del G20 a Toronto del 2010, in cui un gruppo di manifestanti aveva inscenato una violenta protesta con atti di vandalismo e scontri con la polizia, la quale è stata poi anche criticata per i metodi brutali di repressione.
Quando inizia la musica, il video alterna immagini della band che suona la canzone ad immagini che mostrano il gruppo assieme ad altri contestatori che affrontano la polizia armati di mazze da baseball ed altri oggetti contundenti. Una persona sale sul tetto di una macchina e ne sfascia il parabrezza, mentre una ragazza rompe i finestrini. Dopo il ritornello che inquadra la band, l'intero gruppo di manifestanti viene ripreso mentre marcia compatto verso la stessa automobile, il cantante Shane Told è davanti a tutti con una molotov in mano e la lancia contro la vettura. Nel frattempo hanno inizio le colluttazioni con la polizia; in particolare, due poliziotti se la prendono con la ragazza di prima e la colpiscono ripetutamente col manganello (in questa scena è possibile vedere come il poliziotto sulla destra colpisca per terra invece che il corpo della ragazza), ma accorrono prontamente gli altri manifestanti, che atterrano i due poliziotti e portano in salvo la ragazza. Nell'ultima inquadratura, un graffitaro ha disegnato su un muro l'immagine di un'aquila, presente anche sulla copertina dell'album, e sotto la scritta "Silverstein - Rescue".
Told ha raccontato di aver girato la scena della molotov 12 o 13 volte perché la bottiglia non scoppiava. E ha aggiunto "Per assurdo, c'è stata davvero una donna che è venuta lì a protestare nel bel mezzo del set mentre filmavamo. Si lamentava del casino e non se ne voleva andare. Alla fine abbiamo dovuto chiamare la polizia vera. Nel video ci sono delle immagini con una macchina della polizia: quella non è un modellino, è una macchina della polizia vera e propria, con dentro dei poliziotti in carne ed ossa". La scena in cui il gruppo marcia verso l'auto è ispirata ad Arancia meccanica, come detto da Minihan in un video postato su YouTube con il making of.

## Formazione
- Shane Told - voce
- Josh Bradford - chitarra ritmica
- Neil Boshart - chitarra
- Paul Koehler - batteria
- Billy Hamilton - basso